# ایرشیر (آیووا)
ایرشیر (به انگلیسی: Ayrshire) شهری در ایالت آیووا کشور ایالات متحده آمریکا است که جمعیت آن در سرشماری سال ۲۰۱۰ میلادی، ۱۴۳ نفر بوده‌است.